# Thersana
Thersana là một chi bướm đêm thuộc họ Geometridae.